# 대한민국의 해병대사령관
해병대사령관(영문 : Commandant, R.O.K Marine Corps/한문 : 海兵隊司令官)은 해병대사령부를 대표하는 직위인데, 대부분 해병대 3성 장군으로 보임한다. 현재 대한민국 국군 의전 서열 9위에 해당되며, 중장 중에서는 서열 1위에 해당된다. 서북도서방위사령관, 한미연합해병구성군사령관을 겸직한다.

## 역할
- (국군조직법 제10조제3항) 해병대에 해병대사령관을 두며, 해병대사령관은 해군참모총장의 명을 받아 해병대를 지휘·감독한다.

## 역대 사령관

### 남조선해사대장
| 정부   | 대수 | 이름           | 계급 | 임기                             | 비고 |
| ------ | ---- | -------------- | ---- | -------------------------------- | ---- |
| 미군정 | 초대 | 손원일(孫元一) |      | 1945년 8월 21일~1945년 11월 11일 |      |

### 해방병단사령관
| 정부   | 대수 | 이름           | 계급 | 임기                            | 비고 |
| ------ | ---- | -------------- | ---- | ------------------------------- | ---- |
| 미군정 | 초대 | 손원일(孫元一) |      | 1946년 1월 15일~1946년 6월 14일 |      |

### 남조선해안경비대 총사령관
| 정부   | 대수 | 이름           | 계급 | 임기                            | 비고 |
| ------ | ---- | -------------- | ---- | ------------------------------- | ---- |
| 미군정 | 초대 | 손원일(孫元一) |      | 1946년 6월 15일~1948년 9월 15일 |      |

### 해병대 사령관
| 정부      | 대수           | 이름           | 계급                          | 임기                             | 비고             |
| --------- | -------------- | -------------- | ----------------------------- | -------------------------------- | ---------------- |
| 제1공화국 | 초대           | 신현준(申鉉俊) | 중장(中將)                    | 1949년 4월 14일~1953년 10월 23일 |                  |
| 제1공화국 | 2대            | 김석범(金錫範) | 중장(中將)                    | 1953년 10월 15일~1957년 9월 4일  |                  |
| 제1공화국 | 3대            | 김대식(金大植) | 중장(中將)                    | 1957년 9월 4일~1960년 6월 25일   |                  |
| 제2공화국 | 4대            | 김성은(金聖恩) | 중장(中將)                    | 1960년 6월 25일~1962년 7월 1일   | 국방부 장관 역임 |
| 제2공화국 | 5대            | 김두찬(金斗燦) | 중장(中將)                    | 1962년 7월 1일~1964년 7월 11일   |                  |
| 제3공화국 | 5대            | 김두찬(金斗燦) | 중장(中將)                    | 1962년 7월 1일~1964년 7월 11일   |                  |
| 6대       | 공정식(孔正植) | 중장(中將)     | 1964년 7월 1일~1966년 7월 1일 |                                  |                  |
| 7대       | 강기천(姜起千) | 대장(大將)     | 1966년 7월 1일~1969년 7월 1일 |                                  |                  |
| 8대       | 정광호(鄭光鎬) | 대장(大將)     | 1969년 7월 1일~1971년 7월 1일 |                                  |                  |
| 제4공화국 | 9대            | 이병문(李丙文) | 대장(大將)                    | 1971년 7월 1일~1973년 10월 10일  |                  |

### 제2해군참모차장
| 정부      | 대수 | 사진 | 이름           | 계급       | 임기                             | 비고 |
| --------- | ---- | ---- | -------------- | ---------- | -------------------------------- | ---- |
| 제4공화국 | 초대 |      | 김연상(金然翔) | 중장(中將) | 1973년 10월 10일~1975년 7월 10일 |      |
| 제4공화국 | 2대  |      | 이동용(李東用) | 중장(中將) | 1975년 7월 10일~1977년 8월 31일  |      |
| 제4공화국 | 3대  |      | 정태석(鄭泰錫) | 중장(中將) | 1977년 8월 31일~1979년 9월 26일  |      |
| 제4공화국 | 4대  |      | 김정호(金正浩) | 중장(中將) | 1979년 9월 26일~1981년 3월 16일  |      |
| 제5공화국 | 5대  |      | 최기덕(崔璂德) | 중장(中將) | 1981년 3월 16일~1982년 12월 28일 |      |
| 제5공화국 | 6대  |      | 박희재(朴喜宰) | 중장(中將) | 1982년 12월 28일~1984년 9월 4일  |      |
| 제5공화국 | 7대  |      | 성병문(成炳文) | 중장(中將) | 1984년 9월 4일~1986년 9월 3일    |      |
| 제5공화국 | 8대  |      | 박구일(朴九溢) | 중장(中將) | 1986년 9월 3일~1987년 10월 31일  |      |

### 해병대사령관
| 정부        | 대수 | 사진           | 이름           | 계급                            | 임기                              | 비고 |
| ----------- | ---- | -------------- | -------------- | ------------------------------- | --------------------------------- | ---- |
| 제5공화국   | 초대 |                | 박구일(朴九溢) | 중장(中將)                      | 1987년 11월 1일~1988년 9월 3일    |      |
| 노태우 정부 | 2대  |                | 최갑진(崔甲鎭) | 중장(中將)                      | 1988년 9월 3일~1990년 9월 3일     |      |
| 노태우 정부 | 3대  |                | 조기엽(趙基燁) | 중장(中將)                      | 1990년 9월 3일~1992년 6월 30일    |      |
| 노태우 정부 | 4대  |                | 임종린(林鍾璘) | 중장(中將)                      | 1992년 6월 30일~1994년 6월 30일   |      |
| 김영삼 정부 | 4대  |                | 임종린(林鍾璘) | 중장(中將)                      | 1992년 6월 30일~1994년 6월 30일   |      |
| 5대         |      | 이상무(李相武) | 중장(中將)     | 1994년 6월 30일~1996년 6월 29일 |                                   |      |
| 6대         |      | 전도봉(全道奉) | 중장(中將)     | 1996년 6월 29일~1998년 4월 8일  |                                   |      |
| 김대중 정부 | 7대  |                | 이갑진(李甲珍) | 중장(中將)                      | 1998년 4월 8일~1999년 10월 18일   |      |
| 김대중 정부 | 8대  |                | 김명환(金明煥) | 중장(中將)                      | 1999년 10월 18일~2001년 10월 11일 |      |
| 김대중 정부 | 9대  |                | 이철우(李哲雨) | 중장(中將)                      | 2001년 10월 11일~2003년 4월 22일  |      |
| 노무현 정부 | 10대 |                | 김인식(金仁植) | 중장(中將)                      | 2003년 4월 22일~2005년 5월 2일    |      |
| 노무현 정부 | 11대 |                | 김명균(金明均) | 중장(中將)                      | 2005년 5월 2일~2006년 4월 28일    |      |
| 노무현 정부 | 12대 |                | 이상로(李相魯) | 중장(中將)                      | 2006년 4월 28일~2008년 4월 8일    |      |
| 이명박 정부 | 13대 |                | 이홍희(李弘熙) | 중장(中將)                      | 2008년 4월 1일~2010년 6월 23일    |      |
| 이명박 정부 | 14대 |                | 유낙준(兪樂濬) | 중장(中將)                      | 2010년 6월 23일~2011년 10월 18일  |      |
| 이명박 정부 | 15대 |                | 이호연(李浩淵) | 중장(中將)                      | 2011년 10월 18일~2013년 9월 28일  |      |
| 박근혜 정부 | 15대 |                | 이호연(李浩淵) | 중장(中將)                      | 2011년 10월 18일~2013년 9월 28일  |      |
| 16대        |      | 이영주(李永柱) | 중장(中將)     | 2013년 9월 28일~2015년 4월 13일 |                                   |      |
| 17대        |      | 이상훈(李相勳) | 중장(中將)     | 2015년 4월 13일~2017년 4월 13일 |                                   |      |
| 18대        |      | 전진구(全振九) | 중장(中將)     | 2017년 4월 13일~2019년 4월 12일 |                                   |      |
| 문재인 정부 | 19대 |                | 이승도(李承都) | 중장(中將)                      | 2019년 4월 12일~2021년 4월 13일   |      |
| 문재인 정부 | 20대 |                | 김태성         | 중장(中將)                      | 2021년 4월 13일~2022년 12월 7일   |      |
| 윤석열 정부 | 21대 |                | 김계환         | 중장(中將)                      | 2022년 12월 7일~2024년 12월 6일   |      |
| 윤석열 정부 | 22대 |                | 주일석         | 중장(中將)                      | 2024년 12월 6일~                  |      |

## 같이 보기
- 해병대
- 해병대사령부
- 대한민국의 해병대 부사령관